# Ed Sandford
Ed Sandford (Toronto, Ontario; 20 de agosto de 1928 – 26 de octubre de 2023) fue un jugador de hockey sobre hielo canadiense que jugó once temporadas con tres equipos en la NHL en la posición de Ala izquierda, teniendo cinco apariciones consecutivas en el Juego de las Estrellas de la NHL.

## Estadísticas
| 1943–44   | St. Michael's Buzzers        | Big-10 Jr. B | 3   | 1   | 0   | 1   | 0   | —  | —  | —  | —  | —  |
| 1944–45   | St. Michael's Buzzers        | Big-10 Jr. B | 11  | 12  | 11  | 23  | 9   | 11 | 10 | 14 | 24 | 8  |
| 1945–46   | Toronto St. Michael's Majors | OHA-Jr.      | 26  | 10  | 9   | 19  | 28  | 11 | 5  | 5  | 10 | 12 |
| 1946–47   | Toronto St. Michael's Majors | OHA-Jr.      | 27  | 30  | 37  | 67  | 38  | 9  | 12 | 12 | 24 | 31 |
| 1946–47   | Toronto St. Michael's Majors | M-Cup        | —   | —   | —   | —   | —   | 10 | 11 | 17 | 28 | 26 |
| 1947–48   | Boston Bruins                | NHL          | 59  | 10  | 15  | 25  | 25  | 5  | 1  | 0  | 1  | 0  |
| 1948–49   | Boston Bruins                | NHL          | 56  | 16  | 20  | 36  | 57  | 5  | 1  | 3  | 4  | 2  |
| 1949–50   | Boston Bruins                | NHL          | 19  | 1   | 4   | 5   | 6   | —  | —  | —  | —  | —  |
| 1950–51   | Boston Bruins                | NHL          | 51  | 10  | 13  | 23  | 33  | 6  | 0  | 1  | 1  | 4  |
| 1951–52   | Boston Bruins                | NHL          | 65  | 13  | 12  | 25  | 54  | 7  | 2  | 2  | 4  | 0  |
| 1952–53   | Boston Olympics              | EAHL         | 2   | 1   | 0   | 1   | 0   | —  | —  | —  | —  | —  |
| 1952–53   | Boston Bruins                | NHL          | 61  | 14  | 21  | 35  | 44  | 11 | 8  | 3  | 11 | 11 |
| 1953–54   | Boston Bruins                | NHL          | 70  | 16  | 31  | 47  | 42  | 3  | 0  | 1  | 1  | 4  |
| 1954–55   | Boston Bruins                | NHL          | 60  | 14  | 20  | 34  | 38  | 5  | 1  | 1  | 2  | 6  |
| 1955–56   | Detroit Red Wings            | NHL          | 4   | 0   | 0   | 0   | 0   | —  | —  | —  | —  | —  |
| 1955–56   | Chicago Black Hawks          | NHL          | 57  | 12  | 9   | 21  | 56  | —  | —  | —  | —  | —  |
| Total NHL | Total NHL                    | Total NHL    | 502 | 106 | 145 | 251 | 355 | 42 | 13 | 11 | 24 | 27 |

## Retiro
En sus años como jugador, Sandford cumplió con varias funciones fuera del hielo con los Bruins como juez de meta, jefe del marcador y supervisor de oficiales. Se convirtió en un practicante del curling y miembro de la primera generación de egresados de los Bruins. En 2001 la Society for International Hockey Research en colaboración con la Hockey Hall of Fame y The Hockey News, lo eligieron en una lista retroactiva como uno de los ganadores del Conn Smythe Trophy como JMV en los playoffs de ls NHL antes de que el trofeo fuera presentado de manera oficial en 1965, y eligieron a Sandford por los playoffs del año 1953 donde los Bruins perdieron en la Copa Stanley ante los Montreal Canadiens.